# Blythe Danner
Blythe Katherine Danner (Philadelphia, 1943. február 3. –) kétszeres Primetime Emmy- és Tony-díjas amerikai színésznő.

## Élete és pályafutása
Televíziós szereplései közé tartozik a Will és Grace (2001–06; 2018–20), Marilyn Truman megformálásáért kétszer jelölték Primetime Emmy-díjra legjobb komikus női vendégszereplőként. Volt egyszer egy boldog család... (2002) és Vissza a múltba (2004) című tévéfilmjeivel két további Emmy-jelölést szerzett – a 2004-es filmért egy Golden Globe-jelölést is kapott. A Huff című sorozat női mellékszereplőjeként a 2000-es évek közepén két egymást követő évben is átvehette a Primetime Emmy-díjat.
A mozivásznon három alkalommal dolgozott együtt Woody Allennel – Egy másik asszony (1988), Alice (1990), Férjek és feleségek (1992). Dina Byrnes szerepében tűnt fel az Apádra ütök (2000), a Vejedre ütök (2004) és az Utódomra ütök (2010) című filmvígjátékokban.

## Magánélete
Férje, Bruce Paltrow filmrendező és producer 2002-ben hunyt el szájrákban. Halála után Danner a betegség elleni küzdelem szószólója lett és egy Bruce Paltrow Fund nevű alapítványt is létrehozott.
A házaspárnak két gyermeke született, Gwyneth Paltrow színésznő és Jake Paltrow filmrendező. Féltestvére, William révén Katherine Moennig színésznő nagynénje.
Lányával két alkalommal dolgozott együtt a filmvásznon. Elsőként a Cruel Doubt című 1992-es tévéfilmben, amikor Gwyneth még kezdő színésznő volt. 2003-ban a Sylvia című életrajzi drámában alakította a főszereplő Gwyneth filmbéli édesanyját.

## Filmográfia

### Film
| Év   | Magyar cím                             | Eredeti cím                                      | Szerep                            | Magyar hang        | Rendező             |
| ---- | -------------------------------------- | ------------------------------------------------ | --------------------------------- | ------------------ | ------------------- |
| 1972 |                                        | To Kill a Clown                                  | Lily Frischer                     |                    | George Bloomfield   |
| 1972 |                                        | 1776                                             | Martha Jefferson                  |                    | Peter H. Hunt       |
| 1974 | Drága Molly                            | Lovin' Molly                                     | Molly Taylor                      | Für Anikó          | Sidney Lumet        |
| 1975 | A vadnyugat szíve                      | Hearts of the West                               | Miss Trout                        |                    | Howard Zieff        |
| 1976 | Eljövendő világ                        | Futureworld                                      | Tracy Ballard                     | Dudás Eszter       | Richard T. Heffron  |
| 1979 | A nagy Santini                         | The Great Santini                                | Lillian Meechum                   | Andresz Kati       | Lewis John Carlino  |
| 1983 | Fiú a múltból                          | Man, Woman and Child                             | Sheila Beckwith                   |                    | Dick Richards       |
| 1986 | Kamaszkorom története                  | Brighton Beach Memoirs                           | Kate Jerome                       |                    | Gene Saks           |
| 1988 | Egy másik asszony                      | Another Woman                                    | Lydia                             | Bánfalvy Ágnes     | Woody Allen (1.)    |
| 1988 | Egy másik asszony                      | Another Woman                                    | Lydia                             | Básti Juli         | Woody Allen (1.)    |
| 1990 | Mr. és Mrs. Bridge                     | Mr. and Mrs. Bridge                              | Grace Barron                      | Ábrahám Edit       | James Ivory         |
| 1990 | Alice                                  | Alice                                            | Dorothy Smith                     | Andresz Kati       | Woody Allen (2.)    |
| 1990 | Alice                                  | Alice                                            | Dorothy Smith                     | Kiss Mari          | Woody Allen (2.)    |
| 1990 | Alice                                  | Alice                                            | Dorothy Smith                     | Kökényessy Ági     | Woody Allen (2.)    |
| 1991 | Hullámok hercege                       | The Prince of Tides                              | Sally Wingo                       | Andresz Kati       | Barbra Streisand    |
| 1992 | Férjek és feleségek                    | Husbands and Wives                               | Rain anyja                        | Fodor Zsóka        | Woody Allen (3.)    |
| 1995 | Napoleon – Kis kutya, nagy pácban      | Napoleon                                         | Dingo mama (angol hangja)         |                    | Mario Andreacchio   |
| 1995 |                                        | Homage                                           | Katherine Samuel                  |                    | Ross Kagan Marks    |
| 1995 | Wong Foo, kösz mindent! – Julie Newmar | To Wong Foo, Thanks for Everything! Julie Newmar | Beatrice                          | Antal Olga         | Beeban Kidron       |
| 1997 | Nem vagyunk már ugyanazok              | The Myth of Fingerprints                         | Lena                              | Kútvölgyi Erzsébet | Bart Freundlich     |
| 1997 | Őrült város                            | Mad City                                         | Mrs. Banks                        | Menszátor Magdolna | Costa-Gavras        |
| 1998 | Az alku                                | The Proposition                                  | Syril Danning                     | Andai Györgyi      | Lesli Linka Glatter |
| 1998 | Ne nézz vissza!                        | No Looking Back                                  | Claudia anyja                     |                    | Edward Burns        |
| 1998 | X-akták – Szállj harcba a jövő ellen   | The X-Files                                      | Jana Cassidy                      | Hámori Ildikó      | Rob Bowman          |
| 1999 | Mint a hurrikán                        | Forces of Nature                                 | Virginia Cahill                   | Menszátor Magdolna | Bronwen Hughes      |
| 1999 | A szerelmes levél                      | The Love Letter                                  | Lillian MacFarquhar               | Menszátor Magdolna | Peter Chan          |
| 1999 |                                        | Things I Forgot to Remember                      | Mrs. Bradford                     |                    | Enrique Oliver      |
| 2000 | Apádra ütök                            | Meet the Parents                                 | Dina Byrnes                       | Ráckevei Anna      | Jay Roach (1.)      |
| 2001 | Láthatatlan cirkusz                    | The Invisible Circus                             | Gail O'Connor                     | Menszátor Magdolna | Adam Brooks         |
| 2003 |                                        | Three Days of Rain                               | nő a taxiban                      |                    | Michael Meredith    |
| 2003 | Sylvia                                 | Sylvia                                           | Aurelia Plath                     | Tóth Judit         | Christine Jeffs     |
| 2003 | Sylvia                                 | Sylvia                                           | Aurelia Plath                     | Udvarias Anna      | Christine Jeffs     |
| 2004 | A vándorló palota                      | Howl's Moving Castle                             | Madam Suliman (angol hangja)      |                    | Mijazaki Hajao      |
| 2004 | Vejedre ütök                           | Meet the Fockers                                 | Dina Byrnes                       | Ráckevei Anna      | Jay Roach (2.)      |
| 2006 |                                        | Stolen                                           | Isabella Stewart Gardner (hangja) |                    | Rebecca Dreyfus     |
| 2006 | Az utolsó csók                         | The Last Kiss                                    | Anna                              | Menszátor Magdolna | Tony Goldwyn        |
| 2008 | Négyen egy gatyában 2.                 | The Sisterhood of the Traveling Pants 2          | Greta Randolph                    | Andai Györgyi      | Sanaa Hamri         |
| 2009 | A világítótorony őrei                  | The Lightkeepers                                 | Mrs. Bascom                       | Menszátor Magdolna | Daniel Adams        |
| 2010 | Az örökkévalóságra várva               | Waiting for Forever                              | Miranda Twist                     | Bánsági Ildikó     | James Keach         |
| 2010 | Utódomra ütök                          | Little Fockers                                   | Dina Byrnes                       | Ráckevei Anna      | Paul Weitz          |
| 2011 | Paul                                   | Paul                                             | Tara Walton                       | Kovács Nóra        | Greg Mottola        |
| 2011 | Számos pasas                           | What's Your Number?                              | Ava Darling                       | Menszátor Magdolna | Mark Mylod          |
| 2011 | A mintatanár                           | Detachment                                       | Mrs. Perkins                      | Menszátor Magdolna | Tony Kaye           |
| 2012 | Szerencsecsillag                       | The Lucky One                                    | Ellie Green                       | Andai Györgyi      | Scott Hicks         |
| 2012 | Helló, mennem kell                     | Hello I Must Be Going                            | Ruth Minsky                       | Kovács Nóra        | Todd Louiso         |
| 2014 | Rekviem egy macskáért                  | Murder of a Cat                                  | Edie Moisey                       | Menszátor Magdolna | Gillian Greene      |
| 2015 | Álmomban találkozunk                   | I'll See You in My Dreams                        | Carol Petersen                    | Menszátor Magdolna | Brett Haley (1.)    |
| 2015 |                                        | Tumbledown                                       | Linda Jespersen                   |                    | Sean Mewshaw        |
| 2018 | Ami egykor volt                        | What They Had                                    | Ruth O’Shea                       |                    | Elizabeth Chomko    |
| 2018 | Hangosan dobogó szívek                 | Hearts Beat Loud                                 | Marianne Fisher                   | Kiss Mari          | Brett Haley (2.)    |
| 2018 |                                        | The Chaperone                                    | Mary O'Dell                       |                    | Michael Engler      |
| 2019 | A holnapember                          | The Tomorrow Man                                 | Ronnie Meisner                    | Menszátor Magdolna | Noble Jones         |
| 2019 |                                        | Strange but True                                 | Gail Erwin                        |                    | Rowan Athale        |
| 2023 | Boldogság kezdőknek                    | Happiness For Beginners                          | Gigi                              | Menszátor Magdolna | Vicky Wight         |

### Televízió

#### Tévéfilm
| Év   | Magyar cím                        | Eredeti cím                                      | Szerep                   | Magyar hang        |
| ---- | --------------------------------- | ------------------------------------------------ | ------------------------ | ------------------ |
| 1970 |                                   | George M!                                        | Agnes Nolan Cohan        |                    |
| 1971 |                                   | Dr. Cook's Garden                                | Janey Rausch             |                    |
| 1974 |                                   | F. Scott Fitzgerald and 'The Last of the Belles' | Zelda Fitzgerald         |                    |
| 1974 |                                   | Sidekicks                                        | Prudy Jenkins            |                    |
| 1976 |                                   | A Love Affair: The Eleanor and Lou Gehrig Story  | Eleanor Twitchell Gehrig |                    |
| 1977 |                                   | The Court-Martial of George Armstrong Custer     | Mrs. Custer              |                    |
| 1978 |                                   | Are You in the House Alone?                      | Anne Osbourne            |                    |
| 1979 | Túl messze vagy                   | Too Far to Go                                    | Joan Barlow Maple        | Drahota Andrea     |
| 1979 |                                   | You Can't Take It with You                       | Alice Sycamore           |                    |
| 1982 |                                   | Inside the Third Reich                           | Margarete Speer          |                    |
| 1983 |                                   | In Defense of Kids                               | Ellen Wilcox             |                    |
| 1984 | A gyilkos bennem van              | Guilty Conscience                                | Louise Jamison           | Menszátor Magdolna |
| 1984 |                                   | Helen Keller: The Miracle Continues              | Anne Sullivan            |                    |
| 1989 |                                   | Money, Power, Murder                             | Jeannie                  |                    |
| 1990 |                                   | Judgment                                         | Emmeline Guitry          |                    |
| 1993 |                                   | Getting Up and Going Home                        | Lily                     |                    |
| 1993 |                                   | Cruel Doubt                                      | Bonnie Van Stein         |                    |
|      | Lincoln                           | Elizabeth Todd Edwards (hangja)                  |                          |                    |
| 1993 |                                   | Tracey Ullman Takes on New York                  | Eleanor Levine           |                    |
| 1994 | Szabadságon                       | Leave of Absence                                 | Elisa                    |                    |
| 1997 |                                   | Thomas Jefferson                                 | Martha Jefferson         |                    |
| 1997 | Hívás a múltból                   | A Call to Remember                               | Paula Tobias             |                    |
| 1998 |                                   | Saint Maybe                                      | Bee Bedloe               |                    |
| 1998 | Állati nyomozás                   | Murder She Purred: A Mrs. Murphy Mystery         | Mrs. Murphy              |                    |
| 2002 | Volt egyszer egy boldog család... | We Were the Mulvaneys                            | Corinne Mulvaney         |                    |
| 2004 | Vissza a múltba                   | Back When We Were Grownups                       | Rebecca Holmes Davitch   |                    |

#### Sorozat
| Év        | Magyar cím                                 | Eredeti cím                               | Szerep                            | Megjegyzések                                             |
| --------- | ------------------------------------------ | ----------------------------------------- | --------------------------------- | -------------------------------------------------------- |
| 1972      | Columbo                                    | Columbo                                   | Janice Benedict                   | - 1 epizód (Fekete etűd) - magyar hangja: - Ábrahám Edit |
| 1973      |                                            | Adam's Rib                                | Amanda Bonner                     | 13 epizód                                                |
| 1975–1993 |                                            | Great Performances                        | Nina / narrátor / Alma Winemiller | 3 epizód                                                 |
| 1976      | M*A*S*H                                    | M*A*S*H                                   | Carlye Breslin Walton             | 1 epizód                                                 |
| 1984      | Egy kórház magánélete                      | St. Elsewhere                             | Paige Gerradeaux                  | 1 epizód                                                 |
| 1988–1989 |                                            | Tattingers                                | Hillary Tattinger                 | 13 epizód                                                |
| 1992      | Mesék a kriptából                          | Tales from the Crypt                      | Margaret                          | 1 epizód                                                 |
| 1994      | A kortalan hős                             | Oldest Living Confederate Widow Tells All | Bianca Honicut                    | minisorozat                                              |
| 1998      | A végtelen szerelmesei – Az Apolló-program | From the Earth to the Moon                | narrátor                          | 1 epizód                                                 |
| 2001–2020 | Will és Grace                              | Will & Grace                              | Marilyn Truman                    | 14 epizód                                                |
| 2002      |                                            | Presidio Med                              | Dr. Harriet Lanning               | 3 epizód                                                 |
| 2003      | Két pasi – meg egy kicsi                   | Two and a Half Men                        | Evelyn Harper                     | 1 epizód                                                 |
| 2004–2006 | Huff                                       | Huff                                      | Isabelle Huffstodt                | 25 epizód                                                |
| 2009      | A médium                                   | Medium                                    | Louise Leaming                    | 1 epizód                                                 |
| 2009      | Jackie nővér                               | Nurse Jackie                              | Maureen Cooper                    | 1 epizód                                                 |
| 2011–2012 | Éjjel-nappal szülők                        | Up All Night                              | Dr. Angie Chafin                  | 3 epizód                                                 |
| 2015      |                                            | The Slap                                  | Virginia Latham                   | 1 epizód                                                 |
| 2016      |                                            | Madoff                                    | Ruth Madoff                       | 4 epizód                                                 |
| 2016      |                                            | Odd Mom Out                               | Jill anyja                        | 1 epizód                                                 |
| 2017      |                                            | Gypsy                                     | Nancy                             | 4 epizód                                                 |
| 2018      |                                            | Patrick Melrose                           | Nancy Valance                     | 2 epizód                                                 |
| 2021      | Amerikai istenek                           | American Gods                             | Démétér                           | 2 epizód                                                 |
| 2021–2023 | Ridley Jones                               | Ridley Jones                              | Sylvia Jones (hangja)             | visszatérő szerep                                        |

## Fordítás
- Ez a szócikk részben vagy egészben  a   Blythe Danner című angol Wikipédia-szócikk ezen változatának fordításán alapul.  Az eredeti cikk szerkesztőit annak laptörténete sorolja fel. Ez a jelzés csupán a megfogalmazás eredetét és a szerzői jogokat jelzi, nem szolgál a cikkben szereplő információk forrásmegjelöléseként.